# Сизинцев, Николай Семенович
Никола́й Семе́нович Сизи́нцев (15 сентября 1934 года, с. Троицкое, Сорочинский район, Оренбургская область, РСФСР, СССР — 26 декабря 1988, Бугуруслан, Оренбургская область, РСФСР, СССР) — советский государственный, партийный и хозяйственный деятель, кавалер двух орденов Трудового Красного знамени. Председатель Бугурусланского райисполкома, депутат областного Совета народных депутатов Оренбургской области.

## Биография
Родился в селе Троицкое Сорочинского района Оренбургской области в многодетной семье, которая вскоре переехала в Сорочинск. Детство Николая пришлось на тяжелые военные годы, в феврале 1942 года под Смоленском погиб отец Сизинцев Семен Петрович, у матери Анастасии Иосифовны Сизинцевой остались шестеро детей, младшей из которых едва исполнился год. Несмотря на тяготы послевоенного времени, она смогла вырастить и воспитать достойными людьми всех своих детей.
Закончил Сорочинский ветеринарный техникум, 3 года отслужил в рядах Советской Армии в танковых войсках (капитан, командир танка Т-34), затем поступил и с отличием закончил Оренбургский сельскохозяйственный институт.
В 1961 году начал трудовую деятельность ветеринарным врачом в крупном орденоносном хозяйстве Октябрьского района — Колхозе им. Кирова. Вскоре был избран освобожденным секретарем парткома того же хозяйства и в 1968 году, по решению партии был направлен директором в совхоз им. Фурманова Бугурусланского района. Места около Совхоза им. Фурманова, где шли ожесточенные бои в годы Гражданской войны, упоминаются в романе «Чапаев» Фурманова Д. А. («Пилюгинский бой» под Бугурусланом). Там Сизинцев Н. С. проработал 12 лет, показав себя энергичным организатором производства. За это время совхоз стал одним из самых крупных, ведущих хозяйств области, с высокими показателями достижений в животноводстве и растениеводстве. Благодаря организаторским талантам Николая Семеновича, любви к своему делу и требовательности в выполнении показателей, ему удалось осуществить почти невозможное для совхоза – выполнить план двух «пятилеток» за 3 года каждую. Совхоз им. Фурманова стал миллионером, показав высочайший уровень производства.
За время работы Н.С. Сизинцева несколько десятков сотрудников совхоза были награждены государственными наградами СССР. Так, свинарка А.С. Гайдук за годы восьмой пятилетки (1966—1970) добилась самого высокого показателя в Оренбургской области, вырастив около 3 000 поросят со средним весом 18 килограмм. А.С. Гайдук - единственная свинарка Оренбуржья, которая была удостоена звания Героя Социалистического Труда с вручением ордена Ленина и золотой медали «Серп и Молот». Среди награжденных госнаградами - более 30-ти орденоносцев (механизаторы Лемешкин, Кинельский, Чумаков, механик Позерук, Косных, доярка Козлова, свинарки Вовк, Фомина, гл. зоотехник Второв и др.).
В 1978 году совхозу им. Фурманова вручены переходящее Красное Знамя района, области и РСФСР одновременно. Крупное животноводческое (поголовье свиней достигало 25-ти тысяч, более пяти тысяч крупного рогатого скота) и растениеводческое хозяйство прибавляло в достижении высоких показателей каждый год. Высококвалифицированные рабочие кадры стремились попасть на работу в знаменитый совхоз, где строилось современное жилье, благоустраивалось и процветало село.
В 1979 году открылась новая средняя школа – трехэтажное светлое здание, по оснащенности на тот момент лучшая  в районе. И в городе подобных школ не было: оборудованный лингафонный кабинет, спецпарты со штативами в кабинете химии (к каждой подведена вода со сливом). В кабинете физики к каждой парте подведено электричество для проведения лабораторных работ. Кабинет географии отличался росписью стен, изображавших великих путешественников и их открытия, а спортзал с раздевалками и душевыми был оснащен современным спортинвентарем. Эта школа была построена по инициативе и под чутким руководством Сизинцева Николая Семеновича и за счет финансирования хозяйства для более, чем четырехсот учеников.
Хозяйство всегда поддерживало школьную самодеятельность – закупало костюмы для юных артистов, местному ансамблю были подарены музыкальные инструменты. В совхозе художественной самодеятельности и спорту всегда уделялось большое внимание. Коллективы хозяйства занимали лидирующие позиции на смотрах и соревнованиях в районе, совхозная команда по хоккею с мячом неоднократно становилась чемпионом района, области. В 1978 году, принимая участие в соревнованиях среди сельских команд РСФСР в г. Красноярске, она заняла почетное 4-е место. Понимая, что количество детей в селе ежегодно прибавляется, Н.С. Сизинцев принимает решение и начинает строительство нового двухэтажного детского садика и Дома культуры. Правда, завершить строительство ему уже не пришлось, хотя эти объекты оставались под его внимательным контролем, но уже из города Бугуруслана.
Как признание его заслуг в 1980 году последовало избрание Сизинцева Николая Семеновича вторым секретарем Бугурусланского горкома КПСС, ответственным за сельское хозяйство в районе, а в 1984 году он был избран председателем Бугурусланского райисполкома. Неоднократно избирался депутатом областного Совета народных депутатов Оренбургской области, районного Совета народных депутатов, делегатом областных отчетно-выборных партийных конференций. Активно участвовал в общественной жизни городской партийной организации, являясь членом бюро горкома КПСС.
Под его руководством началась массовая газификация района, строительство дорог, жилья, объектов соцкультбыта – Пилюгинская, Коровинская больницы, дома культуры, детские сады. Началом строительства драматического театра горожане также обязаны Николаю Семеновичу, так как строить его начинали за счет районного бюджета, а здание поначалу планировалось возвести как районный Дом культуры. Район гордился по праву сильными хозяйствами, такими как колхоз Красное Знамя (с. Елатомка), колхоз Родина (с. Аксаково), колхоз им. Ульянова (с. Михайловка), колхоз им. Чапаева, (с. Благодаровка), колхоз Маяк (с. Кокошеевка), колхоз Ленинский Путь (с. Бестужевка), откормсовхоз крупного рогатого скота «Бугурусланский» (с. Поникла), Районное техническое предприятие (РТП)  и др. Многие руководители этих хозяйств являлись орденоносцами: Г. С. Кабанов, И. А. Марков, М. Г. Корнейчук, Б. А. Макеев, И.Н. Шатилов, М. П. Старостин и др.
Умер 26 декабря 1988 года, в возрасте 54 лет, возвращаясь с работы домой, от обширного инфаркта.

## Награды
За трудовые достижения Николай Семенович Сизинцев был награжден государственными наградами:
- Двумя Орденами Трудового Красного Знамени,
- Медалью «За Трудовую Доблесть»,
- Медалью «За Доблестный Труд в ознаменование 100-летия со дня рождения В. И. Ленина»,
- Знаком Победителя соцсоревнования РСФСР.

Многократно отмечался ведомственными и областными наградами.

## Память
В целях увековечения памяти советского государственного, хозяйственного и партийного деятеля, кавалера двух орденов Трудового Красного знамени Сизинцева Н. С. было принято Постановление администрации города Бугуруслана Оренбургской области от 28.05.2020 № 413-п «Об установке памятной мемориальной доски Сизинцеву Н. С.». Торжественное открытие мемориальной доски в честь Николая Семеновича состоялось 4 января 2021 года в Бугуруслане  в присутствии главы города и района Д.С. Дьяченко и А.И. Полькина, председателя Совета ветеранов П.С. Циммермана, родственников - сына П.Н. Сизинцева и внука А.А. Спиридонова, заместителя директора Департамента регуляторной политики Правительства РФ.
В 2021 году в серии книг «Библиотека Н.С. Сизинцева» вышло в печать собрание стихотворений «Мысли и чувства вслух», посвященное светлой памяти Николая Семеновича. В ней опубликованы материалы, фотографии и документы трудовой деятельности Сизинцева из личного архивного фонда города Бугуруслана, Бугурусланского района и областного архива Оренбургской области. Книги переданы в дар в архивы и библиотеки г. Бугуруслана.
В преддверии 35-летия со дня смерти Н.С. Сизинцева по инициативе Бугурусланского Совета ветеранов и при поддержке АНО Центр «Наследие», 14 мая 2022 года состоялась торжественная церемония открытия памятного бюста Николая Семеновича, установленного в историческом центре Бугуруслана, где он работал долгие годы. Памятник был создан и подарен Президентом Российской академии художеств, народным художником Российской Федерации З.К. Церетели, который направил также свои поздравления.
Приветственные слова поступили от Министра просвещения РФ С.С. Кравцова, российского путешественника Ф.Ф. Конюхова, Специального представителя Президента Российской Федерации по международному сотрудничеству в Арктике и Антарктике, Депутата Государственной Думы РФ А.Н. Чилингарова.
Памятный бюст был освещен Епископом Бузулукским и Сорочинским Алексием. Торжественным маршем прошла рота Почетного караула, прозвучал Гимн Российской Федерации, под звуки духового оркестра к памятнику были возложены цветы.
14 сентября 2023 года в преддверии 89-летия со дня рождения Николая Семеновича по решению Совета депутатов муниципального образования Октябрьский район Оренбургской области состоялось торжественное открытие мемориальной доски в его честь на здании правления СПК колхоз им. Кирова. На открытии присутствовали внук Николая Семеновича, Почетный работник воспитания и просвещения Российской Федерации А.А. Спиридонов, директор Департамента государственной политики в сфере лицензирования, контрольно-надзорной деятельности, аккредитации и саморегулирования Министерства экономического развития Российской Федерации А.В. Вдовин, заместитель Министра региональной и информационной политики Оренбургской области А.В. Кафтан, глава муниципального образования Октябрьский район А.В. Ларшин, председатель Колхоза им. Кирова М.А. Бикбов, местные жители.
26 декабря 2023 года в честь выдающегося труженика Н.С. Сизинцева прошли масштабные митинги в городах и районах Оренбургской области, приуроченные к 35-летию со дня его смерти. Около бюста Николаю Семеновичу в Бугуруслане состоялось памятное мероприятие с участием главы города, общественных деятелей, родственников, неравнодушных местных жителей. У здания правления СПК колхоз им. Кирова в Октябрьском районе, где открыта мемориальная доска Николаю Семеновичу, организована памятная встреча с возложением цветов и воспоминаниями о трудовом подвиге Николая Семеновича Сизинцева.